# Cairo Montenotte
Cairo Montenotte – miejscowość i gmina we Włoszech, w regionie Liguria, w prowincji Savona.
Według danych na rok 2004 gminę zamieszkiwało 13 407 osób, 135,4 os./km².